# Numero normale
Un numero è detto normale in una data base b se nel suo sviluppo in tale base tutte le cifre appaiono con la stessa frequenza {\displaystyle {\frac {1}{b}}}, tutte le coppie di cifre appaiono con frequenza {\displaystyle {\frac {1}{b^{2}}}} e in generale ogni n-upla appare con frequenza  {\displaystyle {\frac {1}{b^{n}}}}.
Consideriamo un numero reale x. Indichiamo con s una successione finita di cifre in una base che indichiamo con b (b>1). Indichiamo con N(s;n) il numero di apparizioni di s nelle prime n cifre di x. x è normale nella base b se
{\displaystyle \lim _{n\to \infty }{\frac {N(s,n)}{n}}={\frac {1}{b^{k}}}} per ogni successione  s di lunghezza k.
Per la legge forte dei grandi numeri quasi tutti i numeri reali sono normali in ogni base: cioè l'insieme dei numeri non normali in una data base ha misura di Lebesgue nulla. Tuttavia non ci si imbatte facilmente in numeri normali. Si vede subito che i numeri razionali non possono essere normali in tutte le basi e non si sa se numeri come {\displaystyle {\sqrt {2}}}, {\displaystyle e} o {\displaystyle \pi } lo siano.
Si dimostra facilmente che l'insieme dei numeri non normali non è numerabile. Basta infatti osservare che i numeri nella cui rappresentazione in base b (supposta maggiore di 2) manca una data cifra sono evidentemente non normali e costituiscono un insieme non numerabile (tali rappresentazioni coincidono infatti con quelle di tutti i numeri reali in base b-1).
Due esempi di numeri normali in base 10 sono:
- la costante di Champernowne, ovvero 0,1234567891011121314151617..., le cui cifre decimali sono ottenute scrivendo le rappresentazioni decimali dei numeri naturali in ordine crescente;
- la costante di Copeland-Erdős, ovvero 0,2357111317192329313741..., le cui cifre decimali sono ottenute scrivendo le rappresentazioni decimali dei numeri primi in ordine crescente.

Nel primo dei due esempi precedenti (ma non nel secondo) la dimostrazione della normalità in base 10 è molto semplice.
Il concetto di numero normale fu introdotto da Émile Borel nel 1909. Il primo esempio di numero normale fu trovato da Wacław Sierpiński nel 1917.